# 瑞成書局

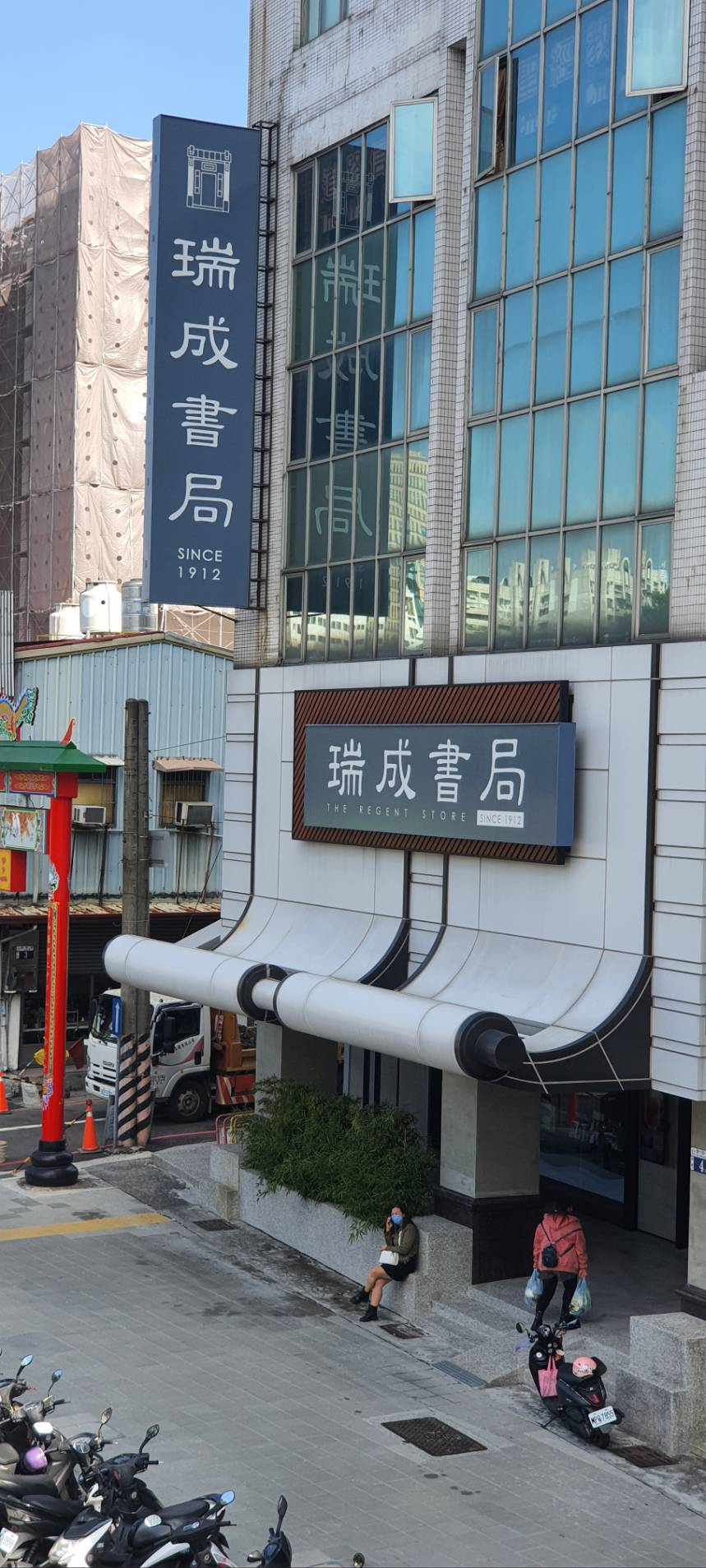
瑞成書局總店

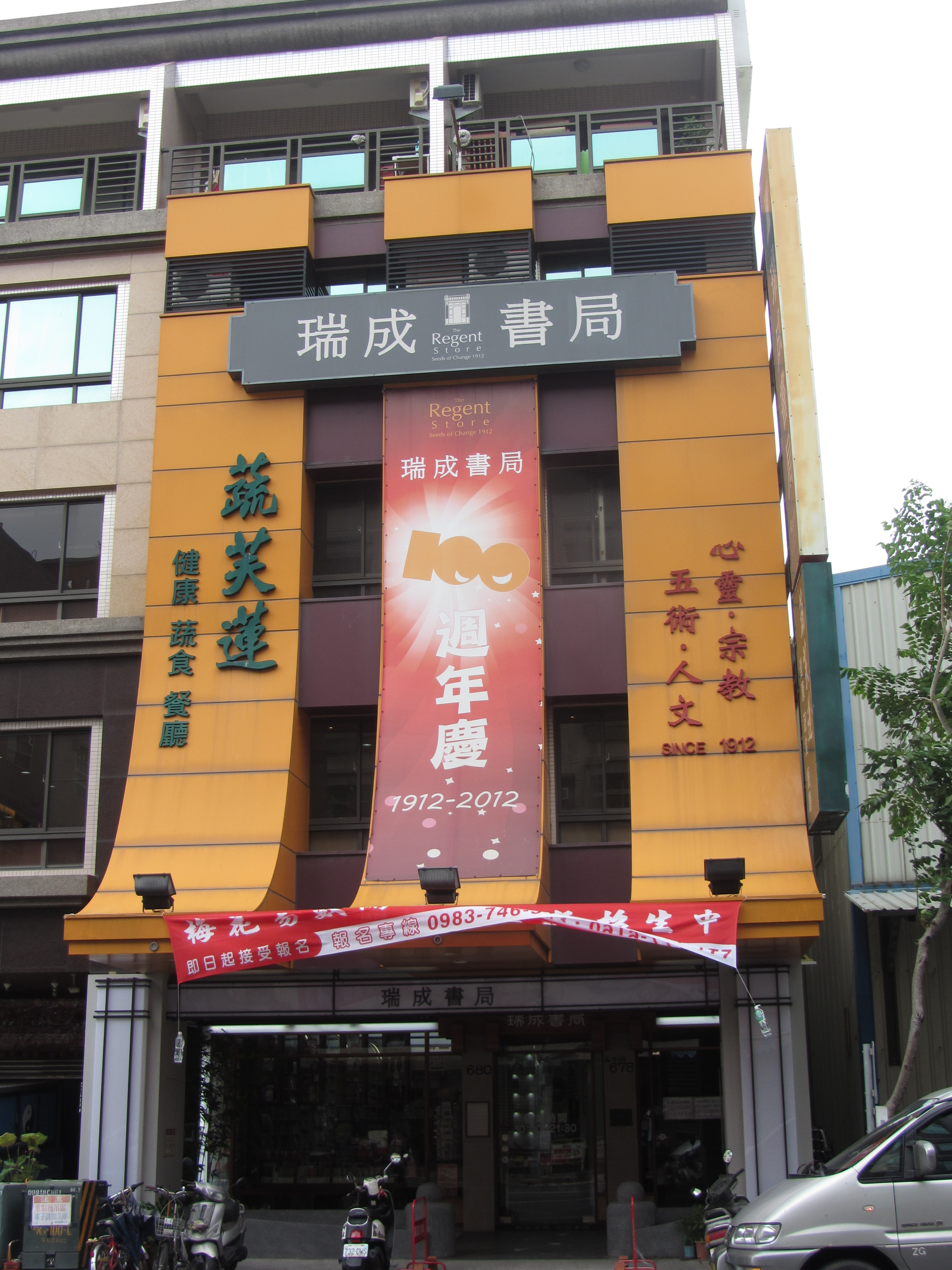
瑞成書局高雄店(2016年歇業)

瑞成書局是臺灣現存最老的書店，1912年由彰化線西人許克綏所創立，之後數次搬遷，今位於台中市雙十路。創店當時正處於日治時期，日本人推行皇民化政策，許克綏基於一股維繫傳統文化命脈的使命感而創建書店，專賣漢文書。發展至今，瑞成書局以心靈、宗教、五術、人文、保健五大類的書籍及相關文物為大宗，是台中市極具特色與歷史的書店之一。

## 歷史
- 1912年 許克綏於台中市第一市場內承租攤位創業，販售種子兼賣漢文書。
- 1917年 自有書局門市綠川東街店成立。
- 1921年 遠赴中國上海批書。
- 1922年 開始於綠川河畔舉辦公益講座。
- 1923年 赴中國福州鼓山湧泉寺恭請佛經回台流通。
- 1928年 搬遷至成功路店。
- 1932年 活版印刷廠設立。
- 1937年 中日戰爭爆發，書源斷絕/在台大量翻印中文書。
- 1941年 印刷廠由成功路遷至建國路。
- 1949年 李炳南老師來台中法緣。
- 1951~61年 護持李老師創辦台中佛教蓮社、慈光圖書館、慈光育幼院。
- 1953年 自動化鉛字鑄字廠設立。
- 1957年 台北店成立，三年後為政府所徵收開闢道路而結束營業。
- 1960年 先總統蔣中正贈匾「熱心公益」。
- 1961年 創辦人當選全國好人好事代表。
- 1969年 高速彩色印刷廠設立/創辦瑞光基金會附設托兒所。
- 1972年 創辦人退休(1983年往生，享年92歲。)。
- 1978年 第二代分家，許鑽源負責經營瑞成書局/第一市場火災，成功路店全毀，克服萬難，屹立不搖。
- 1987年 第一市場改建，承租綠川西街店。
- 1993年 遷至雙十路店，建立公司制度/大力多角化經營。
- 1994年 持續創辦人理念，推展公益講座與慈善事業。
- 1997年 出版部遷徙至東區天乙街，業務經營持續拓展。
- 2005年 胡志強市長贈牌【台灣最老書店】。同年，第二代董事長許鑽源退休，第三代董事長許欽鐘接棒。
- 2007年 高雄分店成立於左營區孟子路，陳菊市長贈牌【文化傳統名店 高雄市  第0001號】。同年，電子商務網站成立，與全世界軌。
- 2009年 新社「我給您樂活田莊」設立，推展生態農法與身心靈健康事業。2011年 第二代董事長許鑽源往生。同年，拍攝100週年記錄片，遠至上海、福州與馬尾港。
- 2012年 於台中一中舉辦100週年紀錄片「種子照亮人間路」首映暨感恩音樂會，同時辦理公益活動---【瑞成百年捐百萬】捐款給十個社福機構。
- 2012年 榮獲經濟部【優良百年老店】殊榮。同年，獲選為【台中市20大必遊景點】之一。
- 2014年 紀錄片續集~【企業百年的奧秘】、【瑞成書局的另一半】拍攝製作完成。
- 2015年 董事長許欽鐘獲推薦為台中一中傑出校友。
- 2016年 8月 高雄店結束營業，將資源集中回台中，發展成「身心安頓的所在」。同年10月，榮獲台中市政府選為【台中藝術亮點】。
- 2018年 6月 瑞成書局重新裝潢，門市暫時移至原址B1持續營業。
- 2020年 7月 瑞成書局重新揭幕 ，搬回原址1F以新風貌持續服務顧客。

## 特色
早期台灣出版的漢文書、大藏經、道藏、五術叢書與文物、漢學詩詞、道學、仙術、漢醫等各類典籍甚為齊全，並附設有天地人講堂講授五術、易經，台中市心靈文教發展協會推廣心靈教育，及瑜伽課程教授。

## 交通
- 台中客運：35、57、71、88、106、146
- 統聯客運：18、50、56、59、61、81、83、86、87、159
- 仁友客運：1、21、25、31
- 全航客運：5、58、65
- 東南客運：7、67
- 豐原客運：55、200、202、203、270、271、276、277

## 外部連結
- 瑞成書局 （页面存档备份，存于）
- 瑞成書局The Regent Store的Facebook專頁